# Chaetomella raphigera
Chaetomella raphigera är en svampart som beskrevs av Swift 1930. Chaetomella raphigera ingår i släktet Chaetomella, klassen Leotiomycetes, divisionen sporsäcksvampar och riket svampar.   Inga underarter finns listade i Catalogue of Life.